# Communauté de communes du Pays de la Vallée de l'Aisne
La Communauté de communes du Pays de la Vallée de l'Aisne (CCPVA) est une ancienne structure intercommunale française, située dans le département de l'Aisne.

## Historique
Par arrêté préfectoral du 31 décembre 1992, la communauté de communes du Pays de la Vallée de l'Aisne est créée et est composée de 8 communes membres dont Ambleny, Berny-Rivière, Fontenoy, Montigny-Lengrain, Pernant et Ressons-le-Long. Le siège social est fixé à Vic-sur-Aisne dans les locaux de la mairie.
La commune de Tartiers intègre l'intercommunalité le 15 décembre 1994 et la CCPVA comprend 9 communes. L'année suivante, les communes de Bieuxy, de Cœuvres-et-Valsery, de Cutry, Dommiers, Épagny, Laversine, Morsain, Mortefontaine, Nouvron-Vingré, Saconin-et-Breuil, Saint-Bandry, Saint-Christophe-à-Berry, Saint-Pierre-Aigle et Vézaponin rejoignent, le 22 décembre 1995, la communauté de communes. Le nombre de communes membres passe de 9 à 23 communes. La commune d'Audignicourt est la dernière communes à intégrer la CCPVA le 9 novembre 2000. La composition de l'intercommunalité est de 24 communes membres jusqu'à sa disparition.
Par l'arrêté préfectoral n°2016-1079 du 15 décembre 2016, la communauté de communes du Pays de la Vallée de l'Aisne est dissoute le 31 décembre 2016 pour fusionner le 1er janvier 2017 avec la communauté de communes Villers-Cotterêts - Forêt de Retz et l'intégration de douze communes de la communauté de communes de l'Ourcq et du Clignon (Ancienville, Chouy, Dammard, La Ferté-Milon, Macogny, Marizy-Sainte-Geneviève, Marizy-Saint-Mard, Monnes, Noroy-sur-Ourcq, Passy-en-Valois, Silly-la-Poterie et Troësnes) afin de former la communauté de communes de Retz-en-Valois.

## Territoire communautaire

### Composition
Elle était composée des 24 communes suivantes :
| Nom                      | Code Insee | Gentilé            | Superficie (km2) | Population (dernière pop. légale) | Densité (hab./km2) |
| ------------------------ | ---------- | ------------------ | ---------------- | --------------------------------- | ------------------ |
| Vic-sur-Aisne (siège)    | 02795      | Vicois             | 5,23             | 1 704 (2014)                      | 326                |
| Ambleny                  | 02011      | Amblenois          | 17,32            | 1 145 (2014)                      | 66                 |
| Audignicourt             | 02034      | Audignicourtois    | 5,66             | 102 (2014)                        | 18                 |
| Berny-Rivière            | 02071      | Bernéens           | 7,87             | 640 (2014)                        | 81                 |
| Bieuxy                   | 02087      | Bieuxyois          | 4,50             | 30 (2014)                         | 6,7                |
| Cœuvres-et-Valsery       | 02201      | Coeuvréens         | 12,52            | 458 (2014)                        | 37                 |
| Cutry                    | 02254      | Custériens         | 4,79             | 125 (2014)                        | 26                 |
| Dommiers                 | 02267      | Dommariens         | 7,24             | 291 (2014)                        | 40                 |
| Épagny                   | 02277      | Épaniens           | 11,00            | 333 (2014)                        | 30                 |
| Fontenoy                 | 02326      | Putifontains       | 9,03             | 495 (2014)                        | 55                 |
| Laversine                | 02415      | Laversinois        | 7,22             | 165 (2014)                        | 23                 |
| Montigny-Lengrain        | 02514      | Ignymontains       | 11,38            | 688 (2014)                        | 60                 |
| Morsain                  | 02527      | Morsainois         | 14,34            | 420 (2014)                        | 29                 |
| Mortefontaine            | 02528      | Mortefontainois    | 11,90            | 246 (2014)                        | 21                 |
| Nouvron-Vingré           | 02562      | Nouvronnais        | 9,25             | 233 (2014)                        | 25                 |
| Pernant                  | 02598      | Pernantais         | 9,83             | 678 (2014)                        | 69                 |
| Ressons-le-Long          | 02643      | Ressonnais         | 10,55            | 769 (2014)                        | 73                 |
| Saconin-et-Breuil        | 02667      | Saconois           | 8,53             | 234 (2014)                        | 27                 |
| Saint-Bandry             | 02672      | Blaises            | 6,02             | 295 (2014)                        | 49                 |
| Saint-Christophe-à-Berry | 02673      | Saint-Christophois | 7,78             | 434 (2014)                        | 56                 |
| Saint-Pierre-Aigle       | 02687      | Saint-Pierrois     | 12,02            | 343 (2014)                        | 29                 |
| Tartiers                 | 02736      | Tartiérois         | 8,89             | 170 (2014)                        | 19                 |
| Vassens                  | 02762      | Vassensais         | 9,87             | 169 (2014)                        | 17                 |
| Vézaponin                | 02793      | Vézaponiens        | 3,18             | 136 (2014)                        | 43                 |

## Administration

### Siège
Le siège de la communauté de communes était situé au 2/4 Rue Saint-Christophe à Vic-sur-Aisne depuis octobre 2008, remplaçant la mairie de Vic-sur-Aisne comme siège social.

### Liste des présidents
| Période       | Période          | Identité           | Étiquette | Qualité                                                        |
| ------------- | ---------------- | ------------------ | --------- | -------------------------------------------------------------- |
| décembre 1992 | février 2005     | Raymond Guehenneux |           | Maire de Vic-sur-Aisne Décédé en fonction                      |
| février 2005  | mars 2005        | Georges Cariou     |           | Maire d'Épagny 1er vice-président de la CCPVA Assure l'intérim |
| mars 2005     | 31 décembre 2016 | Jean-Pascal Berson |           | Maire de Dommiers                                              |

## Démographie
| 1968  | 1975  | 1982  | 1990  | 1999  | 2006   | 2011   | 2012   |
| ----- | ----- | ----- | ----- | ----- | ------ | ------ | ------ |
| 8 458 | 8 310 | 8 748 | 9 514 | 9 870 | 10 132 | 10 303 | 10 357 |